# Maršál Ruské federace

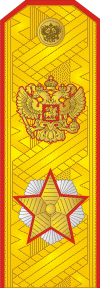
Nárameník maršála Ruské federace k přehlídkovému stejnokroji, platný 1994–2010

Maršál Ruské federace je nejvyšší vojenská hodnost Ruské federace, nadřazená jak hodnosti armádního generála, tak admirála loďstva. Vytvořena byla v roce 1993 zákonem RF o branné povinnosti a vojenské službě. Jediným nositelem této hodnosti byl ministr obrany Igor Dmitrijevič Sergejev (1938–2006), kterému byla hodnost udělena v roce 1997.